# Смолівська сільська рада
Смолівська сільська рада — колишня адміністративно-територіальна одиниця та орган місцевого самоврядування у Іванківському і Коростишівському районах Волинської округи, Київської та Житомирської областей Української РСР з адміністративним центром у селі Смолівка.

## Населені пункти
Сільській раді на час ліквідації були підпорядковані населені пункти:
- с. Кринички;
- с. Смолівка.

## Населення
У 1926 році чисельність населення сільської ради становила 526 осіб.
Кількість населення ради, станом на 1931 рік, становила 865 осіб.

## Історія та адміністративний устрій
Створена 1 листопада 1925 року у с. Смолівка Руднє-Грабівської сільської ради Іванківського району Волинської округи. 13 листопада 1928 року підпорядковано хутір Буймер (згодом — Кринички) Левківської сільської ради Іванківського району. 3 вересня 1930 року, відповідно до постанови ВУЦВК та РНК Української СРР від 2 вересня 1930 року «Про ліквідацію округ та перехід на двоступеневу систему управління», сільську раду передано до складу Коростишівського району Української СРР. На 1 жовтня 141 року у підпорядкуванні значилося с. Березове Болото.
Станом на 1 вересня 1946 року сільська рада входила до складу Коростишівського району Житомирської області, на обліку в раді перебували села Кринички та Смолівка.
Ліквідована 11 серпня 1954 року, відповідно до указу Президії Верховної Ради Української РСР «Про укрупнення сільських рад по Житомирській області», територію та населені пункти ради приєднано до складу Харитонівської сільської ради Коростишівського району Житомирської області.